# Higham (Kent)
Higham – wieś w Anglii, w hrabstwie Kent, w dystrykcie Gravesham. Leży 17 km na północ od miasta Maidstone i 43 km na wschód od centrum Londynu. W 2001 miejscowość liczyła 3938 mieszkańców.